# 哈克尼斯塔
哈克尼斯塔（Harkness Tower）是美國耶鲁大学纪念方庭（Memorial Quadrangle）的一座哥特式塔楼，高216英尺（66米），位于康涅狄格州纽黑文。

## 历史
建于1917年到1921年，由安娜·哈克尼斯捐赠，以纪念她刚去世的次子查尔斯·威廉·哈克尼斯，1883年毕业于耶鲁大学，她的丈夫斯蒂芬哈克尼斯为标准石油公司的早期投资者。

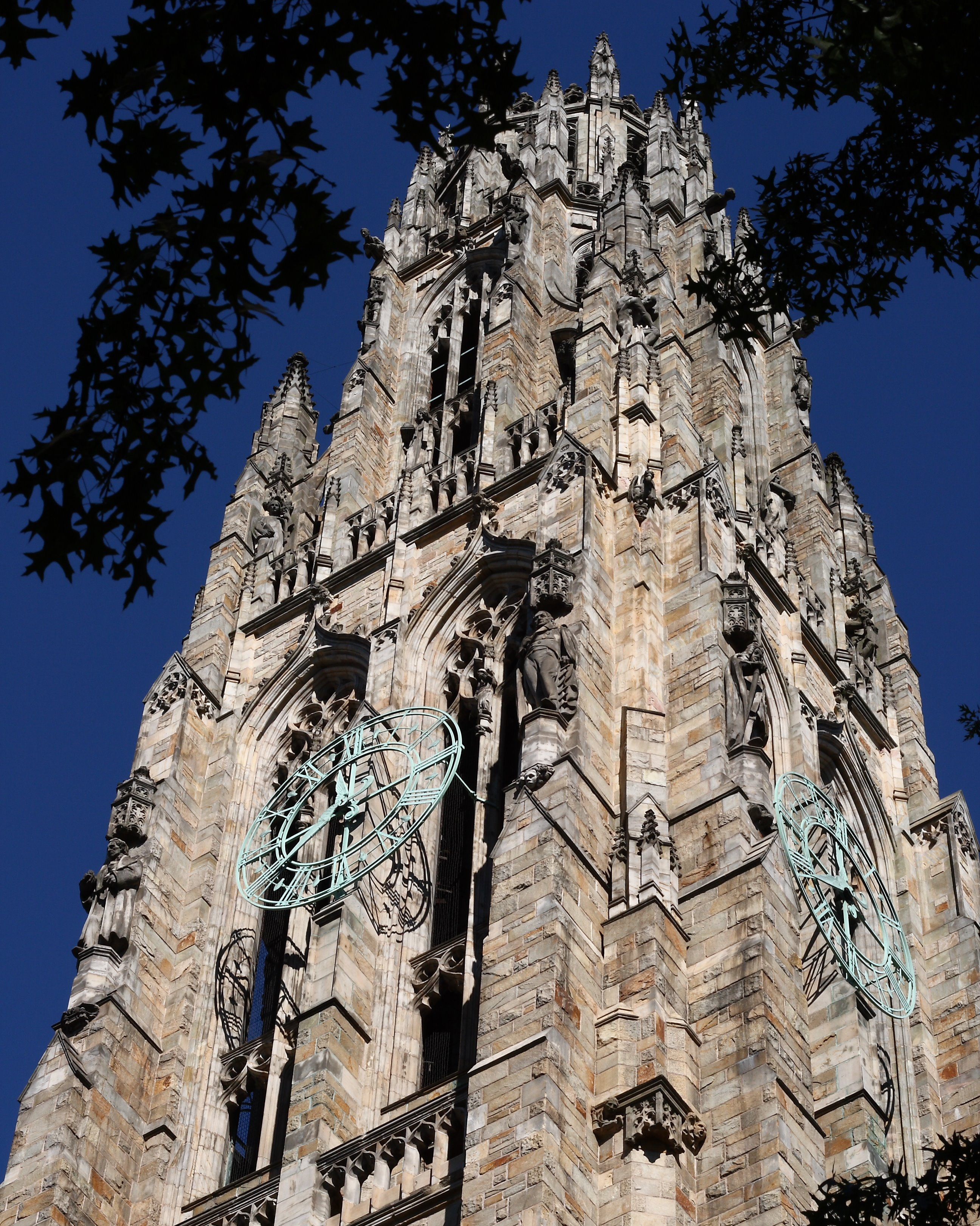